# NGC 714
NGC 714 je galaksija u zviježđu Andromeda.

## Vanjske poveznice
- SEDS: NGC 714